# Mamit
Mamit è una città dell'India di 5.261 abitanti, capoluogo del distretto di Mamit, nello stato federato del Mizoram. In base al numero di abitanti la città rientra nella classe V (da 5.000 a 9.999 persone).

## Geografia fisica
La città è situata a 23° 55' 60 N e 92° 28' 60 E e ha un'altitudine di 717 m s.l.m.

## Società

### Evoluzione demografica
Al censimento del 2001 la popolazione di Mamit assommava a 5.261 persone, delle quali 2.826 maschi e 2.435 femmine. I bambini di età inferiore o uguale ai sei anni assommavano a 775, dei quali 438 maschi e 337 femmine. Infine, coloro che erano in grado di saper almeno leggere e scrivere erano 4.327, dei quali 2.303 maschi e 2.024 femmine..